# Banatoniscus karbani
Banatoniscus karbani is een pissebed uit de familie Trichoniscidae. De wetenschappelijke naam van de soort is voor het eerst geldig gepubliceerd in 1991 door Tabacaru.